# Arnold Duckwitz
Arnold Duckwitz, född 27 januari 1802 i Bremen, död där 19 mars 1881, var en tysk politiker.
Duckwitz grundade 1829 ett handelshus i Bremen, och inledde 1847 regelbundna sjöförbindelser med Nordamerika. Duckwitz var 1841-75 senator i sin födelsestad. 1848 blev han ledamot av Vorparlamentet, augusti 1848 till maj 1849 tysk handelsriksminister samt 1857-63 och 1866-69 borgmästare i Bremen. Han inlade betydande förtjänster om Bremens förkovran i merkantilt avseende och om Tysklands tullenhet. Han är även känd som skapare av Tysklands första örlogsflotta 1848.